# Samsung Galaxy A01 Core
Samsung Galaxy A01 Core (также известный как Galaxy A3 Core в некоторых странах) — бюджетный смартфон, произведённый компанией Samsung Electronics в рамках серии A. Он был анонсирован в июле 2020 года и запущен в продажу в августе 2020 года. Он оснащён 5,3-дюймовым (14,6 мм) 720p дисплеем и работает под управлением One UI Core 2.0 поверх Android 10 Go Edition.

## Аппаратное обеспечение
Телефон оснащен 720p (HD) 5,3-дюймовым PLS IPS LCD дисплеем с разрешением 720 x 1480 пикселей и соотношением экрана к корпусу 74,5%. A01 Core работает на базе четырехъядерного Mediatek MT6739 с тактовой частотой 1,5 ГГц и PowerVR GE8100 GPU. Телефон можно купить с 16 ГБ+1 ГБ RAM, 16+2 ГБ RAM и 32+2 ГБ RAM. Телефон оснащен фронтальной камерой 5 МП с диафрагмой f/2,4 и одиночной задней камерой 8MP с автофокусировкой, диафрагмой f/2,2 и вспышкой LED. Телефон доступен в вариантах с одной SIM или двумя SIM, причем в варианте с двумя сим-картами для второй SIM используется слот для карт microSD. Телефон оснащен несъемным аккумулятором емкостью 3000 мАч, автономной работы составляет до 14 часов. Материал телефона - стекло спереди (Gorilla Glass), пластик сзади и рамка.

### Программное обеспечение
Телефон работает под управлением One UI Core 2.0 поверх Android 10 Go Edition.